# 모스크바주
모스크바주(러시아어: Московская область Moskovskaya oblast[*], IPA: [mɐˈskofskəjə ˈobləsʲtʲ], 비공식적 표기로 알려진 러시아어: Подмосковье Podmoskovye[*], IPA: [pədmɐˈskovʲjə])는 러시아의 연방주체 (주)이다. 인구 8,524,665명(2021년 인구 조사)이 44,300 제곱킬로미터 (17,100 mi2)의 지역에 살고 있다. 전국에서 인구 밀도가 가장 높은 지역 중 하나다. 그리고 2번째로 인구가 많은 연방주체다. 이 주에는 공식적인 행정중심이 없으며 공공 기관은 모스크바와 크라스노고르스크(모스크바주 두마와 지방정부)에 있으며, 또한 주 내 다른 지역에도 있다.

## 지리
유럽 러시아에 위도 54°와 57°, 경도 35°와 41° 사이에 위치한 모스크바주는 북서쪽으로 트베리주, 북쪽으로 야로슬라블주, 북동쪽과 동쪽으로 블라디미르주, 남동쪽으로 랴잔주, 남쪽으로 툴라주, 남서쪽으로 칼루가주, 서쪽으로 스몰렌스크주와 접한다. 주로 연방시인 모스크바를 둘러싸고 있는데, 모스크바는 주의 일부가 아니라 그 자체로 별도의 연방주체이다. 이 주는 고도로 산업화되어 있으며 주요 산업은 야금, 석유 정제, 기계공학이고 식품, 에너지, 화학산업도 있다.

### 시간대
모스크바 시간 (MSK)에 놓여 있다. UTC와의 시차는 +0300 (MSK)이다.

## 인구
| 연도                | 인구      | ±%      |
| ------------------- | --------- | ------- |
| 1897                | 1,391,990 | —       |
| 1926                | 4,570,836 | +228.4% |
| 1959                | 5,863,003 | +28.3%  |
| 1970                | 5,774,529 | −1.5%   |
| 1979                | 6,359,385 | +10.1%  |
| 1989                | 6,693,623 | +5.3%   |
| 2002                | 6,618,538 | −1.1%   |
| 2010                | 7,095,120 | +7.2%   |
| 2021                | 8,524,665 | +20.1%  |
| Source: Census data |           |         |

## 기후
| Moscow Oblast의 기후     | Moscow Oblast의 기후 | Moscow Oblast의 기후 | Moscow Oblast의 기후 | Moscow Oblast의 기후 | Moscow Oblast의 기후 | Moscow Oblast의 기후 | Moscow Oblast의 기후 | Moscow Oblast의 기후 | Moscow Oblast의 기후 | Moscow Oblast의 기후 | Moscow Oblast의 기후 | Moscow Oblast의 기후 | Moscow Oblast의 기후 |
| 월                       | 1월                  | 2월                  | 3월                  | 4월                  | 5월                  | 6월                  | 7월                  | 8월                  | 9월                  | 10월                 | 11월                 | 12월                 | 연간                 |
| ------------------------ | -------------------- | -------------------- | -------------------- | -------------------- | -------------------- | -------------------- | -------------------- | -------------------- | -------------------- | -------------------- | -------------------- | -------------------- | -------------------- |
| 일평균 최고 기온 °C (°F) | −6 (21)              | −5 (23)              | 1 (34)               | 11 (52)              | 18 (64)              | 22 (72)              | 25 (77)              | 23 (73)              | 16 (61)              | 8 (46)               | 2 (36)               | −4 (25)              | 9.8 (49.6)           |
| 일일 평균 기온 °C (°F)   | −10 (14)             | −10 (14)             | −4 (25)              | 6 (43)               | 13 (55)              | 17 (63)              | 19 (66)              | 17 (63)              | 11 (52)              | 5 (41)               | −2 (28)              | −7 (19)              | 6.3 (43.3)           |
| 일평균 최저 기온 °C (°F) | −14 (7)              | −15 (5)              | −9 (16)              | 1 (34)               | 8 (46)               | 12 (54)              | 13 (55)              | 11 (52)              | 6 (43)               | 1 (34)               | −6 (21)              | −11 (12)             | 2.8 (37.0)           |
| 출처: protown.ru         |                      |                      |                      |                      |                      |                      |                      |                      |                      |                      |                      |                      |                      |

## 행정 구역

### 군
- 발라시힌스키 군 (Балашихинский)
- 체홉스키 군 (Чеховский)
- 드미트톱스키 군 (Дмитровский)
- 도모데돕스키 군 (Домодедовский)
- 이스트린스키 군 (Истринский)
- 카시르스키 군 (Каширский)
- 힘킨스키 군 (Химкинский)
- 클린스키 군 (Клинский)
- 콜로멘스키 군 (Коломенский)
- 크라스노고르스키 군 (Красногорский)
- 레닌스키군 (Ленинский)
- 로토신스키 군 (Лотошинский)
- 루호비츠키 군 (Луховицкий)
- 류베르츠키 군 (Люберецкий)
- 모자이스키 군 (Можайский)
- 미티셴스키 군 (Мытищенский)
- 나로포민스키 군 (Наро-Фоминский)
- 노긴스키 군 (Ногинский)
- 오딘촙스키 군 (Одинцовский)
- 오레호보주옙스키 군 (Орехово-Зуевский)
- 오제르스키 군 (Озерский)
- 파블로보포사츠키 군 (Павлово-Посадский)
- 포돌스키 군 (Подольский)
- 푸시힌스키 군 (Пушкинский)
- 라멘스키 군 (Раменский)
- 루자 군 (Рузский)
- 세레브랴노프루츠키 군 (Серебряно-Прудский)
- 세르기예보포사츠키 군 (Сергиево-Посадский)
- 세르푸홉스키 군 (Серпуховский)
- 샤홉스코이 군 (Шаховской)
- 샤투르스키 군 (Шатурский)
- 셸콥스키 군 (Щелковский)
- 솔네치노고르스키 군 (Солнечногорский)
- 스투핀스키 군 (Ступинский)
- 탈돔스키 군 (Талдомский)
- 볼로콜맘스키 군 (Волоколамский)
- 보스크레센스키 군 (Воскресенский)
- 예고리옙스키 군 (Егорьевский)
- 자라이스키 군 (Зарайский)

### 도시
발라시하, 체호프, 체르노골롭카, 드미트로프, 옐렉트로스탈, 이스트라, 힘키, 클린, 콜롬나, 코롤레프, 류베르치, 모니노, 마자이스크, 루자, 미티시, 노긴스크, 파블롭스키포사트, 포돌스크, 푸시치노, 라멘스코예, 세르기예프포사트, 세르푸호프, 솔네치노고르스크, 베레야, 보스크레센스크, 자라이스크, 젤레노그라드, 주콥스키, 즈베니고로드

## 유명인
- 세르게이 라도네시스키
- 세르게이 코롤료프
- 사바 모로조프

## 같이 보기
- 러시아의 행정 구역